# Лошкарёвский сельский совет
Лошкарёвский сельский совет (укр. Лошкарівська сільська рада) — входит в состав
Никопольского района
Днепропетровской области
Украины.
Административный центр сельского совета находится в 
с. Лошкарёвка.

## Населённые пункты совета
- с. Лошкарёвка
- с. Головково
- с. Зелёное
- с. Межуевка
- с. Новая Балта
- с. Сорочино
- с. Христофоровка